# Casa Constantin Stere din Bucov
Casa Constantin Stere este un monument istoric aflat în satul Bucov din județul Prahova.